# Liechtenstein in der Zeit des Nationalsozialismus
Liechtenstein in der Zeit des Nationalsozialismus beschreibt den Abschnitt der Geschichte Liechtensteins zwischen der Machtergreifung der Nationalsozialisten im Deutschen Reich 1933 bis zum Ende des Zweiten Weltkrieges.

## Vorgeschichte
Eine jüdische Ansiedlung im vorarlbergischen Hohenems bestand von 1617 bis 1942. Zu diesen Zeiten herrschte landesweit aufgrund der starken katholischen Prägung ein latenter, christlicher Antijudaismus. Über den Umgang mit Juden, die sich in den Nachbarregionen ansiedelten und geschäftlich tätig waren, gibt es nur wenige Informationen. So wurde zumindest seit der Vaduzer Zollordnung von 1552 von Juden für den Grenzübertritt nach Liechtenstein ein zusätzlicher Würfelzoll von 30 Pfennig pro Person erhoben. Dies setzte sich auch fort, als andere Regionen diese Praxis schon lange aufgegeben hatten, und zwar mit der Zollordnung von 1680 und den Zolltafeln von 1734 und 1762. Zudem ist bekannt, dass die Obrigkeit wiederholt wegen Übergriffen der Christen gegen im Land lebende Juden eingreifen musste.
In Wien und München griffen schon im 19. Jahrhundert die dort lebenden Liechtensteiner Josef Gabriel Rheinberger und Aloys von Liechtenstein den Rassenantisemitismus auf. In den 1920er-Jahren äusserten sich die zwei Landes- und Parteizeitungen «Liechtensteiner Volksblatt» und «Liechtensteiner Nachrichten» im Zusammenhang mit jüdischen Geschäftsangelegenheiten, Einbürgerungsanträgen und dem Plan eines grossen Schächtbetriebs in Schaan offen antisemitisch.
Durch die Auswirkungen der Weltwirtschaftskrise Ende der 1920er Jahre und Anfang der 1930er Jahre fand der Nationalsozialismus viele Anhänger im Fürstentum Liechtenstein. Vor allem durch die Propaganda aus Österreich und Deutschland konnte die Ideologie in Liechtenstein Fuss fassen. Die Anhänger griffen für sie wichtige Aspekte der NS-Ideologie heraus, etwa Hoffnung auf Arbeit und sozialen Ausgleich, Abrechnung mit politischen Gegnern, Ende des demokratischen Parteienstreits und Antisemitismus.
Die grösste Gefahr ging allerdings nicht von den Nationalsozialisten in Liechtenstein aus – die Volksdeutsche Bewegung erreichte nur maximal fünf Prozent der Bevölkerung – sondern vom zerrütteten Zustand des politischen Systems, das durch das Majoritätswahlsystem, Parteienstreits, Blockaden und Unfrieden fast zum Erliegen kam.
Nachdem die Schweizer die Liechtensteiner Regierung am 13. März 1936 vor ein Ultimatum gestellt hatte und deren klare Unabhängigkeitsbekräftigung sowie eine Einhaltung der geltenden Staatsverträge verlangte, kam es zwei Tage später im liechtensteinischen Landtag zu einer hitzigen Debatte, welche in der Folge erstmals zu einer Koalitionsregierung mit proportionalen Beteiligungen sowie den Proporz im Landtag, bei Behörden, Kommissionen und Gerichten führte.
Am 18. März 1936 kehrte Thronfolger Franz Josef II. von seinem bisherigen Sitz in Wien zurück nach Vaduz und verblieb dort, was zur Stabilisierung des politischen Systems und des Landes im Allgemeinen beitrug. Am 30. März übertrug der kranke Fürst Franz I. die landesfürstlichen Rechte auf ihn und ernannte ihn zum Prinzregenten. Nach dem Tod Franz I. bestieg der Prinz den Thron.

## Rotter-Entführung

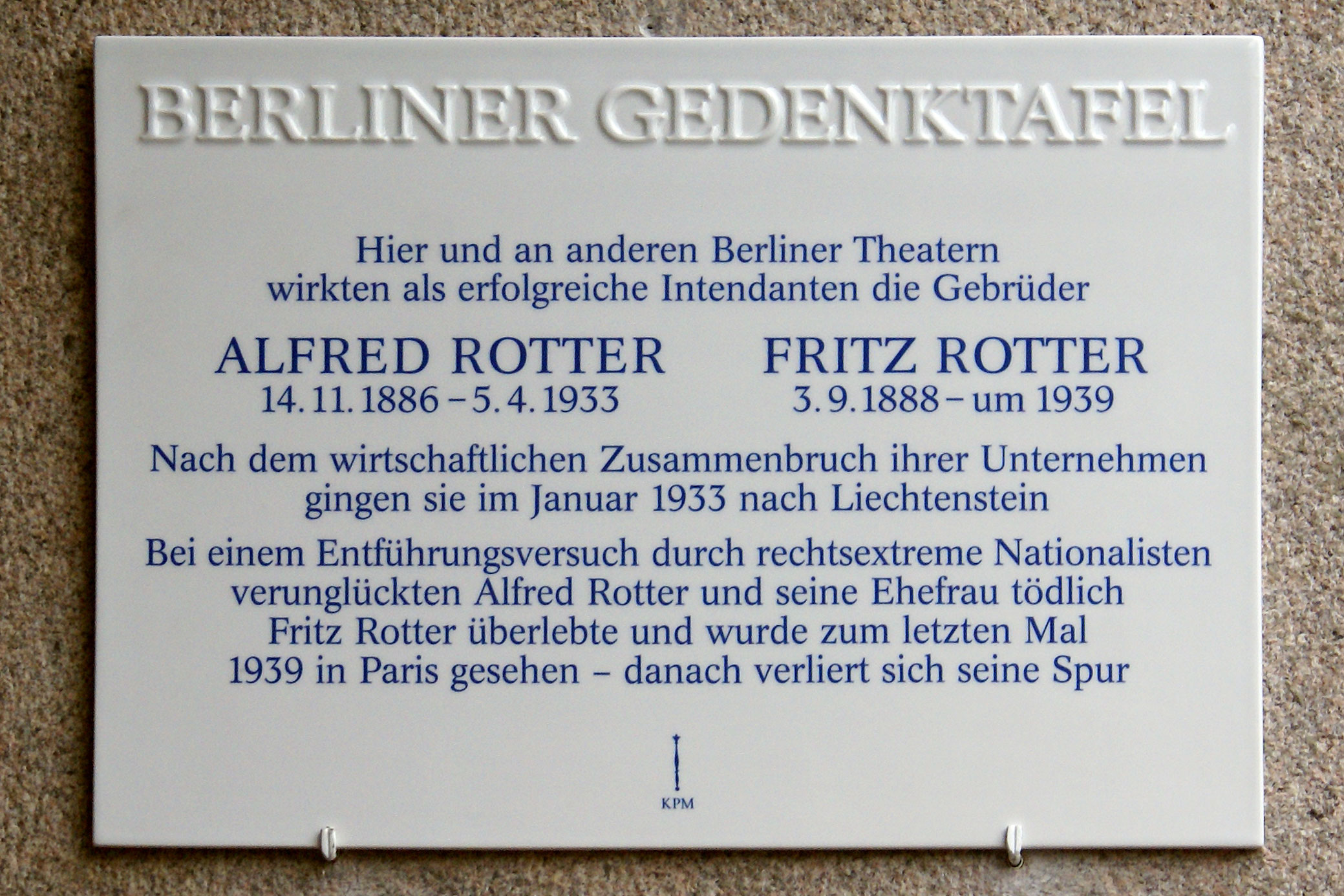
Gedenktafel an den Berliner Theatern

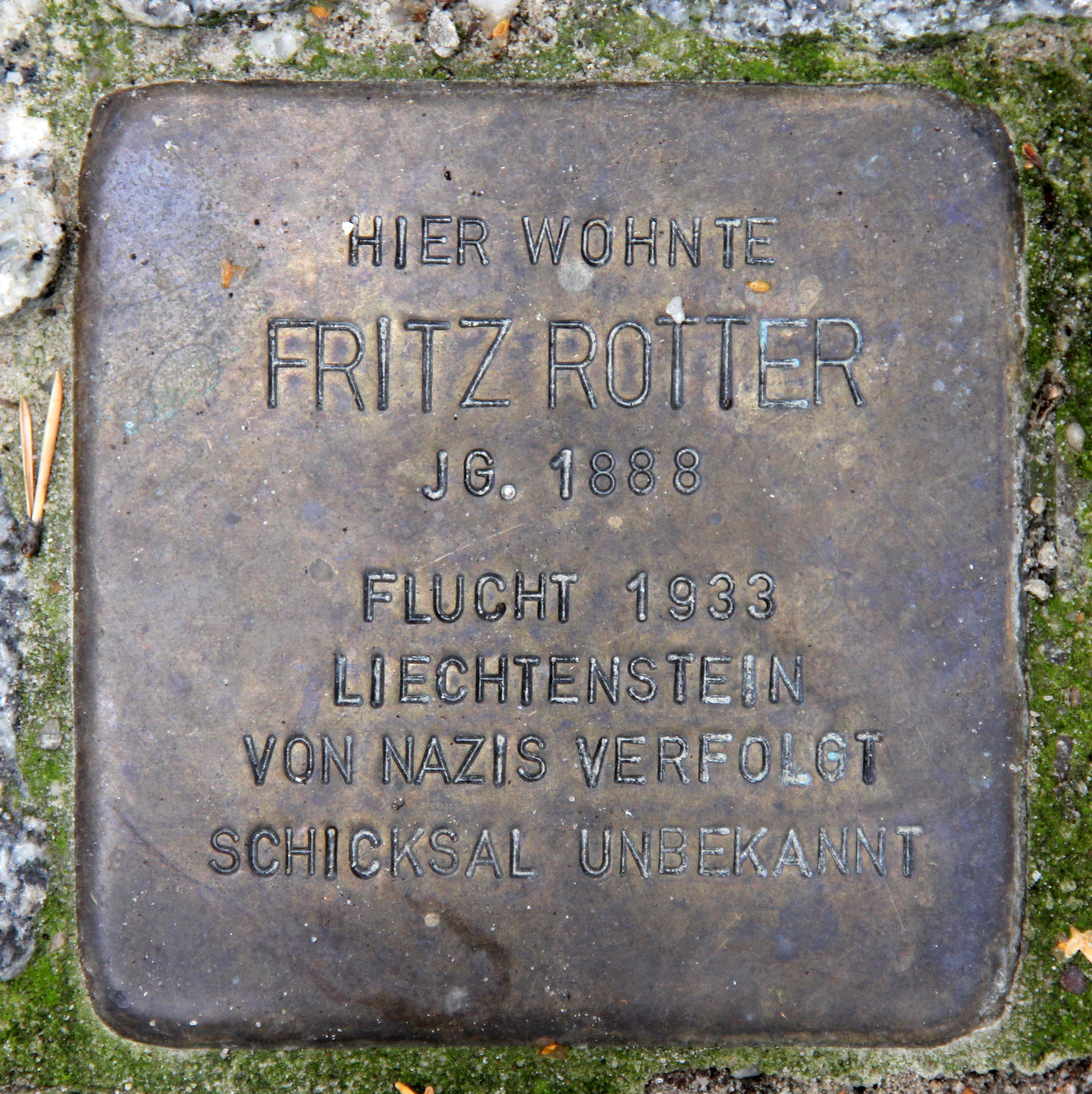
Stolperstein an Fritz Rotters Wohnhaus

Als «Rotter-Entführung» wird ein Vorfall in Liechtenstein im Jahr 1933 in Zusammenhang mit dem Nationalsozialismus bezeichnet.
Die in Deutschland geborenen und nach Liechtenstein eingebürgerten Gebrüder Alfred und Fritz Schaie, welche unter dem Künstlernamen «Rotter» auftraten, besassen damals mehrere Berliner Theater. 1933 gingen diese aufgrund des antisemitischen Drucks bankrott.
Daraufhin ermittelte die deutsche Justiz aufgrund von Vorwürfen, dass die Gebrüder den Bankrott betrügerisch herbeigeführt hätten. Trotz der Ergebnislosigkeit des Verfahrens wurde seitens der deutschen Presse Liechtenstein und dessen Einbürgerungsrecht angegriffen und Druck ausgeübt, um eine Auslieferung nach Deutschland zu erreichen.
Am 5. April 1933 lockten vier liechtensteinische sowie fünf deutsche Nationalsozialisten die Gebrüder aus ihrem Versteck, dem Liechtensteiner Waldhotel «Gaflei», und versuchten, diese nach Deutschland zu entführen. Der Entführungsversuch war gleichzeitig als «Auftakt» zur Gründung einer liechtensteinischen nationalsozialistischen Bewegung geplant. Doch der Versuch scheiterte, wobei Alfred und seine Frau Gertrud unterhalb der Siedlung Gaflei zu Tode stürzten. Fritz entkam und verständigte die Liechtensteiner Regierung, wonach alle Attentäter wenig später verhaftet werden konnten. Zu diesen zählte auch der bekannte Architekt Franz Roeckle, der nicht selber an der Entführung beteiligt war, aber als Mentor und Berater der Entführer galt.
Diese wurden am 8. Juni desselben Jahres angeklagt und zu milden Kerkerstrafen zwischen vier Monaten und einem Jahr verurteilt, auch aufgrund der Ausblendung eines politischen Motivs in Rücksicht auf Deutschland. Zudem wurden vor der Urteilsverkündung über 700 Unterschriften im Land für eine Begnadigung der Attentäter gesammelt.
Im Oktober fand eine «Aussprache» der liechtensteinischen mit der deutschen Regierung statt, welche ein Ende der deutschen Pressehetz im Austausch für eine vorzeitige Entlassung der Attentäter und ein Stopp von Finanzeinbürgerungen hervorbrachte. Letzterer wurde 1934 auch durch ein Gesetz legitimiert.
Die Entführung wirkte in der Bevölkerung wie ein Schock und sorgte damit für den Ausbleib der Gründung einer Liechtensteiner NS-Partei. Für Kritik sorgte auch die Verharmlosung des Vorfalls mit dem Wort «Rotteraffäre».
«‚Rotter‘ wurde in Liechtenstein zu einem Topos, zum Inbegriff antisemitischer und nationalsozialistischer Gewalt.»

## 1933 bis 1945
Hitler beschloss am 18. März 1938, sich nicht in Liechtenstein politisch einzumischen, da das Land ihm zu unbedeutend erschien. Trotzdem ging gerade auf den Finanzmärkten die Angst vor einem Anschluss um, welche dazu führte, dass binnen weniger Monate alleine von der Landesbank 2,5 Millionen Franken abgezogen wurden und diese durch einen Zwei-Millionen-Kredit «aufgefangen» werden musste.
«Darüber hinaus wurden zahlreiche Stiftungen und Sitzgesellschaften liquidiert oder zogen ins Ausland, auch mussten bis Juli 1938 nicht weniger als 149 Unternehmungen mit einem Kapital von 185 Millionen Franken gelöscht werden. Steuerverluste waren die Folge.»
Die Beteiligten an der Rotter-Entführung traten offen nationalsozialistisch auf, ebenso der Liechtensteiner Heimatdienst (1933 bis 1935) sowie die Volksdeutsche Bewegung in Liechtenstein (kurz: VDBL), welche zwischen 1938 und 1945 bestand. Diese attackierten die jüdische Bevölkerung in hasserfüllter und menschenverachtender Weise vor allem mit ihren Organen «Liechtensteiner Heimatdienst» unter dem Schriftführer Carl von Vogelsang und «Der Umbruch» unter dem Schriftführer Martin Hilti (bis Ende 1942), und Alfons Goop und ab der Ausgabe 212 vom 20. März 1943 Franz Röckle, Neffe des an der Rotter-Entführung beteiligten Franz Roeckle. Daneben hegten auch Teile der 1936 gegründeten Vaterländischen Union Sympathien für die Nationalsozialisten.
Juden wurden zu der Zeit auch öffentlich auf der Strasse angegriffen und beschimpft. Ab 1938 verübten Nationalsozialisten Bölleranschläge gegen jüdische Wohnungen.
Die VDBL hatte das Ziel, Liechtenstein an das Grossdeutsche Reich anzuschliessen. Zunächst versuchten sie es nur auf der wirtschaftlichen Ebene und später auf allen Ebenen. Im März 1939 versuchten sie es durch einen erfolglosen Anschlussputsch und ab 1940 durch Propaganda und Agitation. In ihrer Zeitung «Der Umbruch», die zwischen 1940 und 1944 erschien, forderten sie die Umgestaltung Liechtensteins nach hitlerdeutschen Mustern in allen Bereichen. Sie versuchten, Juden, Mitglieder der Fortschrittlichen Bürgerpartei in Liechtenstein und Geistliche zu diskreditieren und forderten den Gelben Stern und ein Arbeitslager für liechtensteinische Juden. Sie verneinten den «liechtensteinischen Menschen» und das Recht auf Existenz des Kleinstaates Liechtenstein. In der Zeitung wurde Hitler gepriesen und die Arbeitsweise im Deutschen Reich gerechtfertigt und gelobt, dazu zählt auch die Unterstützung der hitlerdeutschen Verfolgung der Juden bis zur Vernichtung. Die VDBL hatte zu diesem Zeitpunkt zwischen 150 und 250 Mitglieder. Gleichzeitig standen immer grössere Teile der Bevölkerung der Partei negativ und ablehnend gegenüber.
In der Annahme eines baldigen Anschlusses von Liechtenstein an Deutschland beflaggten viele nationalsozialistisch eingestellte Bürger ihre Häuser und Fahrräder mit Hakenkreuzfahnen, grüssten öffentlich mit «Heil Hitler» und forderte in politischen Kundgebungen die Kündigung des Zollvertrags mit der Schweiz von 1924 und einen Zollanschluss an Deutschland.
Wichtig für die Unabhängigkeit während des Zweiten Weltkrieges war auch ein Treffen zwischen Fürst Franz Josef II. und Adolf Hitler. Vielleicht führte der Umstand, dass Hitler Liechtenstein als letzten Rest des Heiligen Römischen Reiches sah und auch vom Kunstsinn der Fürsten beeindruckt war, dazu, dass Liechtenstein nicht okkupiert wurde.

## Anschlussputsch 1939
Am Abend des 24. März 1939 versuchte die nationalsozialistische Volksdeutsche Bewegung in Liechtenstein unter der Führung des Landesleiters Theodor Schädler, einen Anschluss des Fürstentums an Deutschland zu erzwingen. Geplant war, durch einen Marsch auf Vaduz Zusammenstösse zu provozieren und deutsche Kräfte aus Feldkirch nach einem Hilferuf einrücken zu lassen.
40 Nationalsozialisten marschierten von Nendeln aus in Richtung des Hauptortes von Liechtenstein, wurden aber vor Schaan von abwehrbereiten Gegnern unter der Führung vom Regierungsrat Anton Frommelt zum Umkehren überredet. Zudem hinderten die Gegner versammelte VDBL-Mitglieder am Verlassen des Hauses.
36 der über 100 Putschteilnehmer flohen nach dem Scheitern nach Feldkirch. 76 Menschen wurden später einvernommen und gegen rund 50 wurde Anklage erhoben. Aus Angst vor der deutschen Macht wurden die Anführer des Putschs im Dezember 1939 aus der Untersuchungshaft entlassen und des Landes verwiesen. Die VDBL war nach dem Putschversuch diskreditiert und blieb bis 1940 geschwächt.
In der Putschnacht flohen fast alle damals dort lebenden Juden in die Schweiz, kehrten aber in den darauffolgenden Tagen wieder zurück.
Der Putschversuch führte zu grosser Empörung und einem «patriotischen Zusammenrücken». In den Tagen nach dem Ereignis startete die Heimattreue Vereinigung Liechtenstein eine Unterschriftenaktion zur Bekräftigung der liechtensteinischen Unabhängigkeit, verbunden mit einem Bekenntnis zum Fürstenhaus und zur wirtschaftlichen und politischen Orientierung an der Schweiz. Diese wurde von 95,4 % aller Stimmberechtigten unterzeichnet.
1945 wurden die Prozesse gegen die Anführer des gescheiterten Anschlussputsches wieder aufgenommen und vier Anführer wurden im Januar 1946 zu fünf Jahren Haft, drei weitere zu bedingten Freiheitsstrafen verurteilt.

## Antifaschismus
Gegen die Judenhetze stellten sich in der Zeit des Nationalsozialismus die Fortschrittliche Bürgerpartei, das Liechtensteiner Volksblatt sowie die römisch-katholische Kirche Liechtensteins.

## Nach 1945
Nach dem Zweiten Weltkrieg beriefen sich die in Liechtenstein lebenden Nationalsozialisten darauf, dass sie von der Propaganda verführt worden seien. Sie gaben an, dass sie von der NS-Idee und dem Führer überzeugt waren, jedoch nichts von den Verbrechen in der Diktatur mitbekommen hätten. Die meisten von ihnen wurden sozial und politisch wieder in die Gesellschaft eingegliedert. Einige mussten dazwischen Haftstrafen absitzen. Die damaligen NS-Sympathisanten betätigten sich nicht mehr weiter im Sinne des nationalsozialistischen Regimes.
Die in Liechtenstein lebenden Deutschen, zu denen ab dem Anschluss 1938 auch Österreicher gehörten, wurden zwischen 1933 und 1945 teils in der auslandsdeutschen «NSDAP-Ortsgruppe Liechtenstein» erfasst, davor jedoch in der deutschen Kolonie, die im deutschen Generalkonsulat in Zürich kontrolliert wurde. Die Propaganda wurde über dieses Generalkonsulat gesteuert. Nach dem Zweiten Weltkrieg wurden einige deutsche Parteifunktionäre aus Liechtenstein ausgewiesen.

Als problematisch sieht die Frankfurter Allgemeine Zeitung, dass nach dem Krieg lediglich die Putschisten von 1938 sowie der Landesleiters der Volksdeutschen Bewegung verurteilt wurden, während beispielsweise die Verantwortlichen für die Zwangsarbeit der Liechtensteiner Juden rechtlich nicht belangt worden wären. Die «Unabhängige Historikerkommission Liechtenstein» legte allerdings in ihrem Abschlussbericht dar, 
«Zwangsweiser Vermögensentzug jüdischen Besitzes, ‚Arisierung‘, sowie Zwangsarbeit fanden in Liechtenstein oder durch liechtensteinische Unternehmen nicht statt. Hingegen kaufte das Fürstenhaus ab 1938 im angeschlossenen Österreich und in der deutsch besetzten Tschechoslowakei einzelne Betriebe oder Beteiligungen aus jüdischem Besitz, so zur Arrondierung der im Besitz des Fürstenhauses stehenden Elbemühl-Papierfabrik. Auch wurden auf drei fürstlichen Landwirtschaftsbetrieben in Österreich vom Juli 1944 bis zum Kriegsende jüdische KZ-Häftlinge aus Ungarn, welche die SS aus dem Lager Strasshof bei Wien ausmietete, als Zwangsarbeitskräfte beschäftigt.»
Im Fall der Hilti OHG kamen jedoch zumindest indirekt Zwangsarbeiter zum Einsatz. Das Unternehmen Maybach aus Friedrichshafen galt Anfang der 1940er-Jahre als Hauptauftraggeber des Schaaner Unternehmens und beschäftigte insgesamt mehrere tausend Zwangsarbeitskräfte.

## Erinnerungskultur
Die Ideologie des Nationalsozialismus spaltete die Bevölkerung Liechtensteins tief. Die Erinnerung an diese Zeit ist vergleichbar mit der Hexenverfolgung in Liechtenstein und war für den Grossteil der Bewohner Liechtensteins traumatisch.
Erst seit den 1970er-Jahren wird die Zeit der nationalsozialistischen Herrschaft im Deutschen Reich auch in Liechtenstein umfassend erforscht.
Seit 2006 wird in Liechtenstein jährlich am 27. Januar der Internationale Tag des Gedenkens an die Opfer des Holocaust begangen.
2022 wurden zwei Stolpersteine in Vaduz verlegt, die an Gertrud und Alfred Rotter erinnern. Zudem gibt es seit längerem Stolpersteine für Gertrud und Alfred Rotter in Berlin.

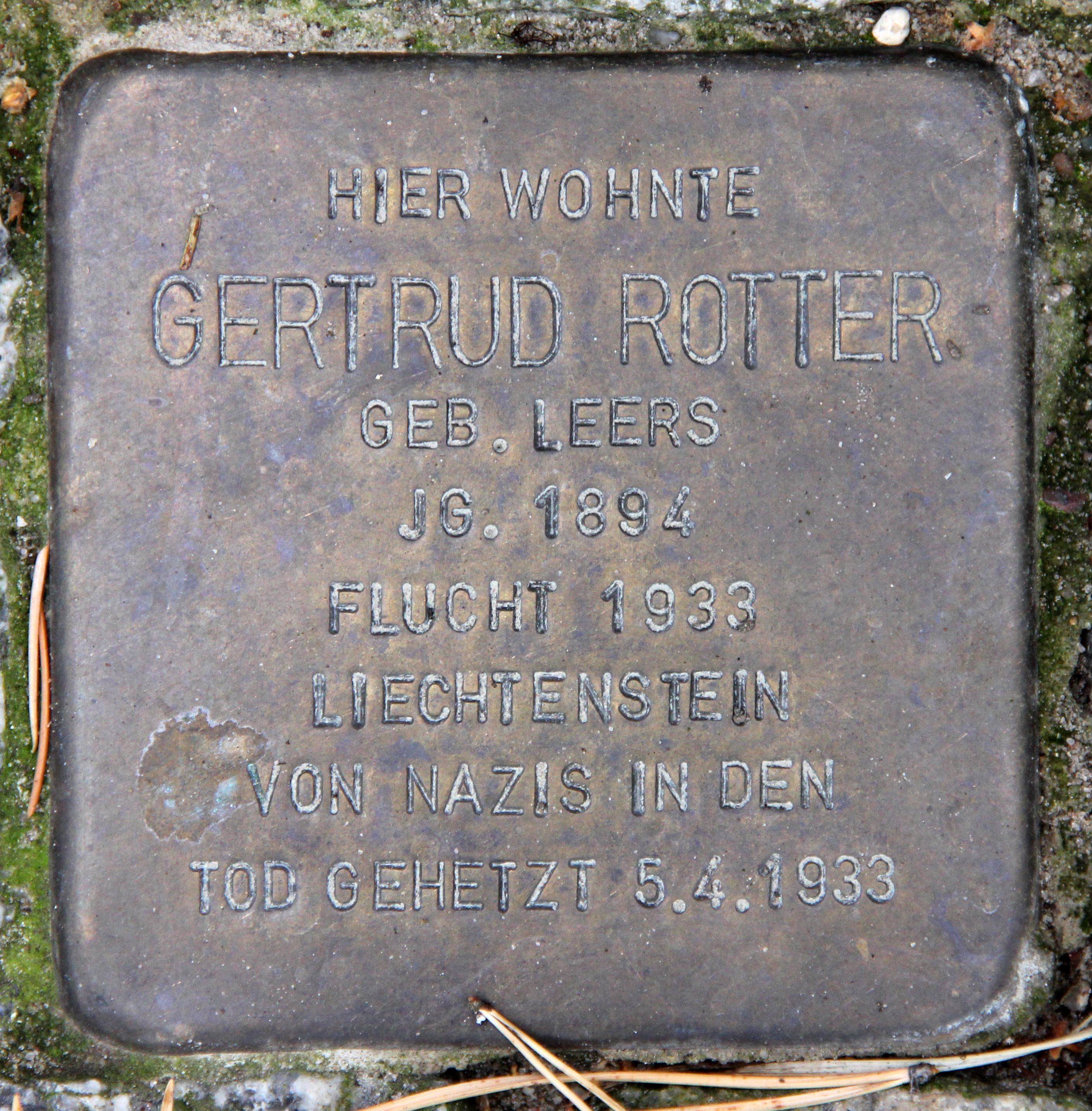
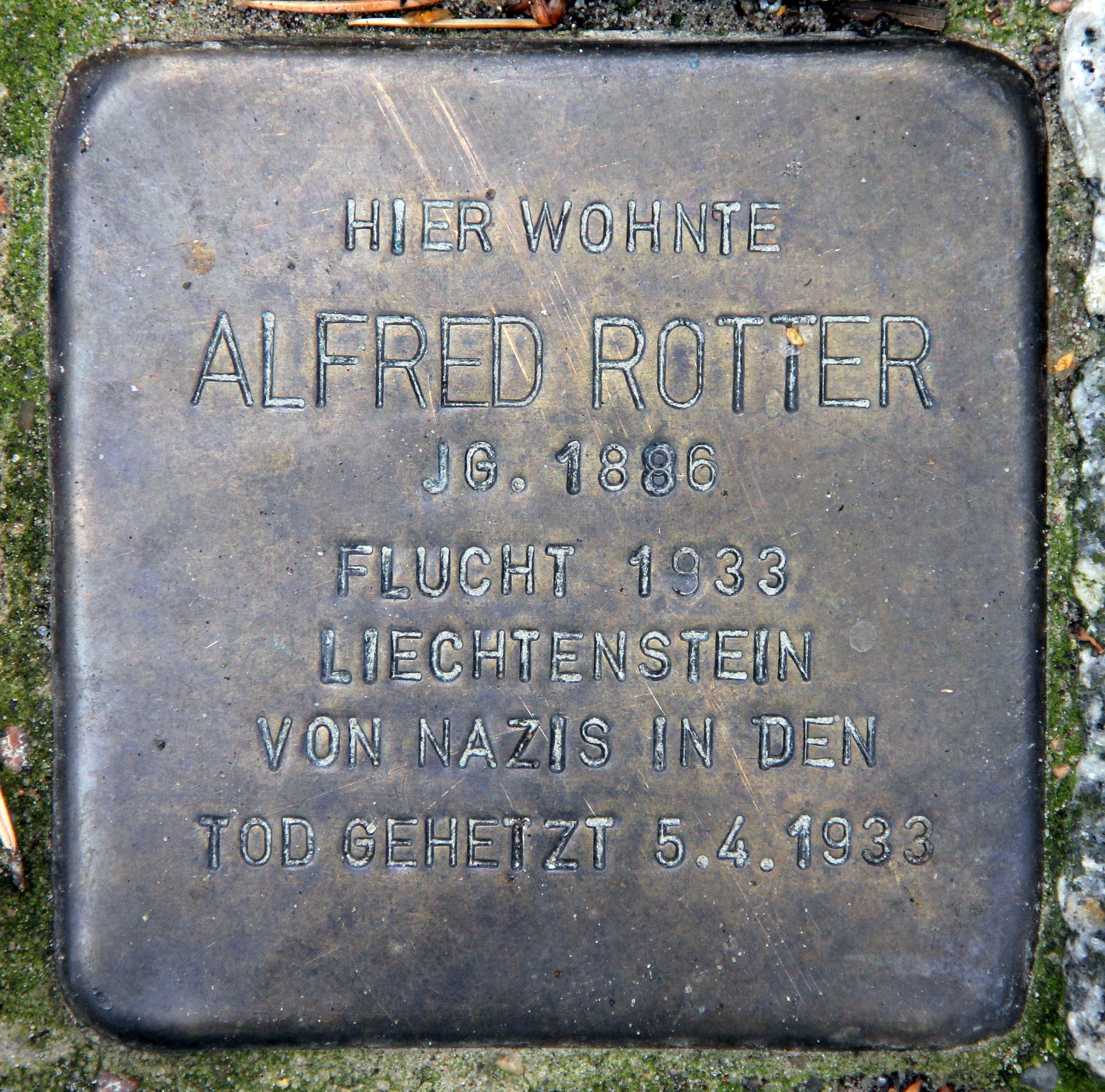
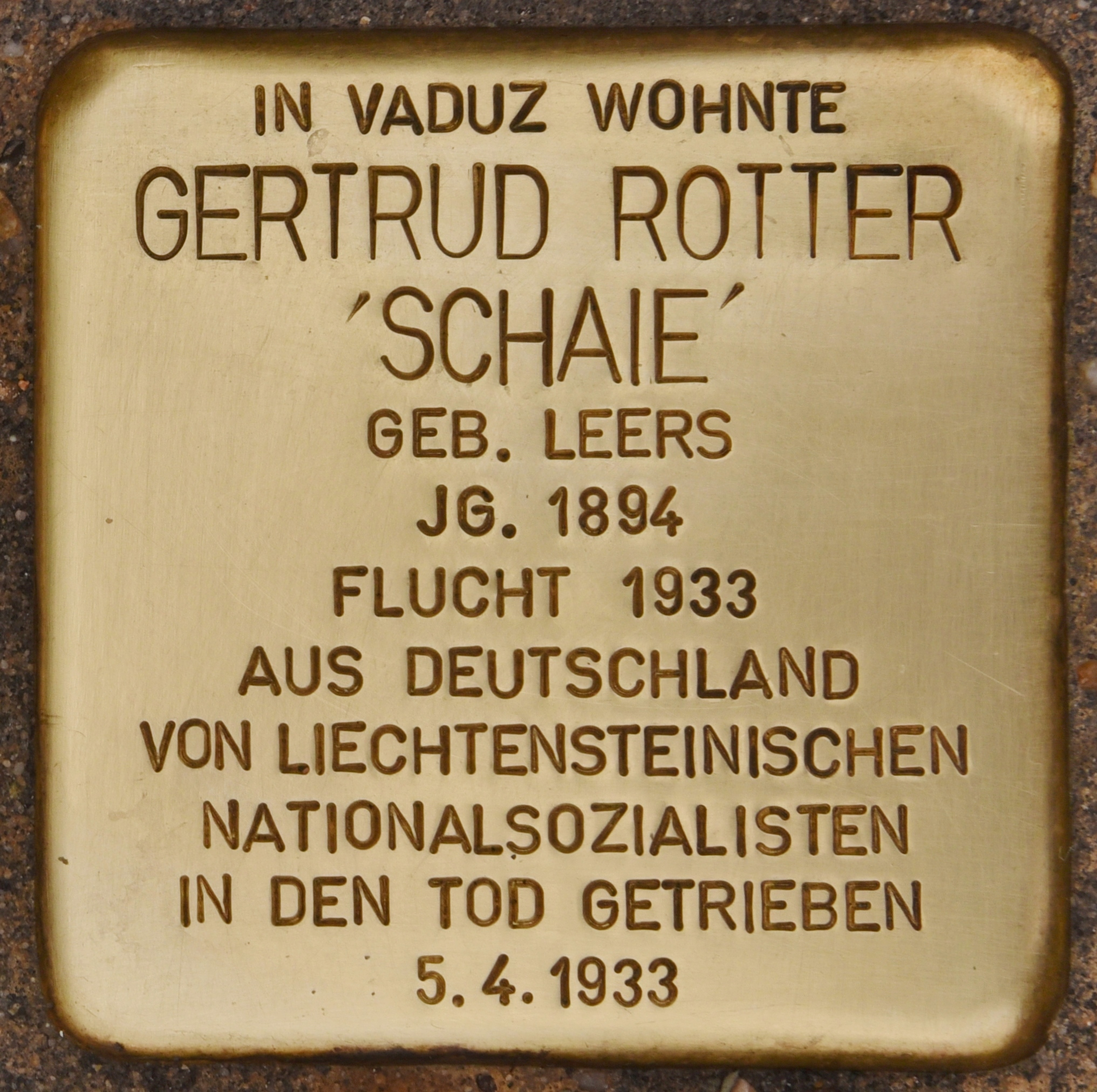
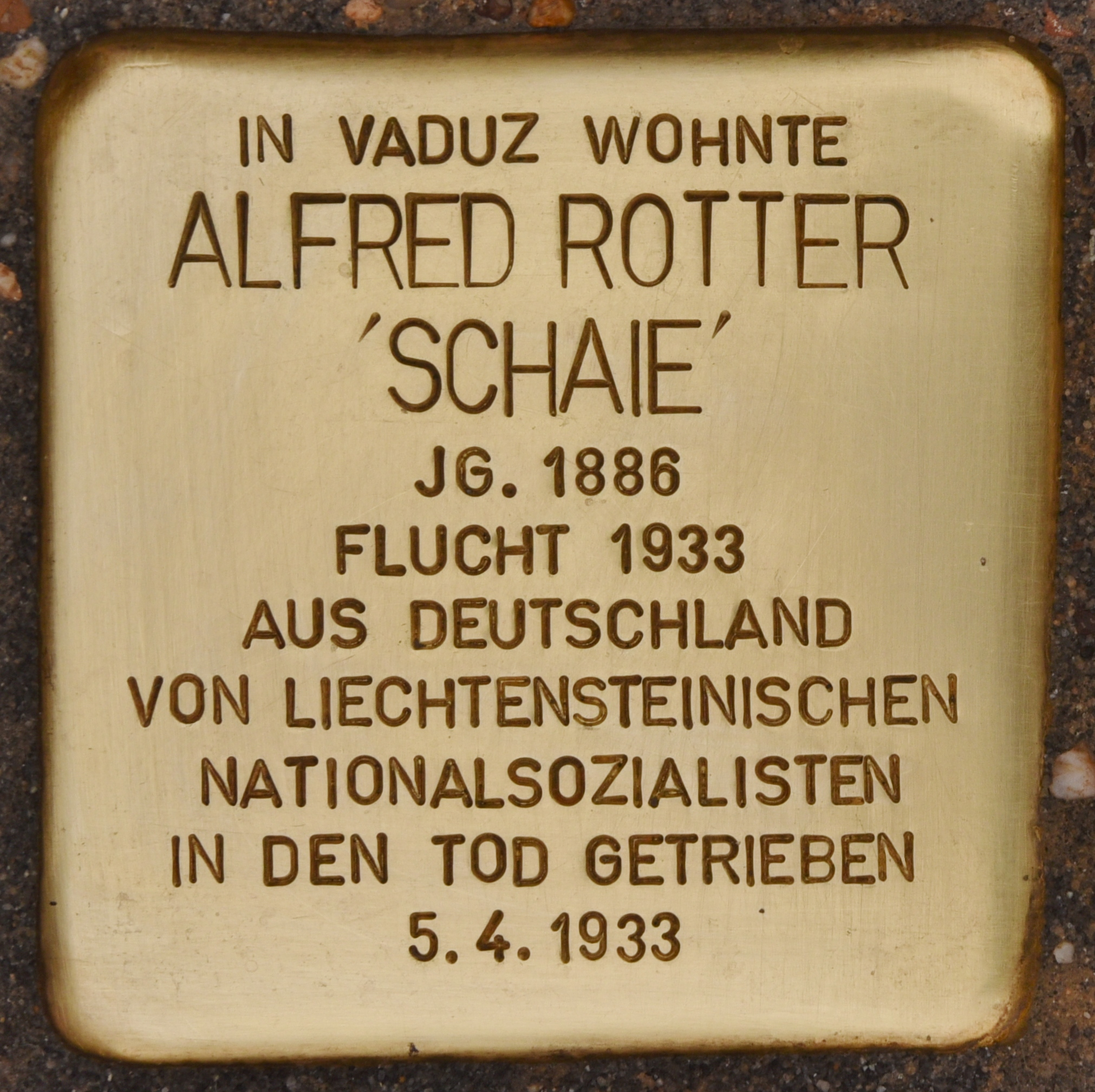

## Rechtsextremismus und Neonazismus heute
Der Rechtsextremismus in Liechtenstein in der Zeit vor den Nationalsozialisten zielte auf eine Integration in das «Deutschtum» ab, wohingegen sich der neue Rechtsextremismus auf die Souveränität Liechtensteins bezieht und beschränkt.
Seit den 1990er Jahren gibt es in Liechtenstein eine kleine, informell organisierte rechte Szene, die aus Skinheads und Neonazis besteht. Neben dem politischen Gepräge weist sie auch Eigenheiten der Jugendkultur auf.

Sie entstand aus der Skinhead-Bewegung und war von Anfang an stark ausländerfeindlich ausgerichtet. Der Grossteil der Gruppe sind junge Männer zwischen 17 und 25 Jahren. Zu dem teilweise gewaltbereiten Kern zählte die Liechtensteiner Polizei im Jahr 2007 rund 40 Personen. Die Ideologien werden grossteils über den Rechtsrock verbreitet. Auf Grund von Verboten werden die Medien grossteils über das Internet bezogen. Die Szene hat ihre Vorbilder im Ausland, etwa die Hammerskins in der Schweiz oder die deutsche Blood-and-Honour-Bewegung. Die Grösse der Sympathisanten dieser Bewegung in Liechtenstein lässt sich nur schwer abschätzen, wird jedoch immer mehr als Aufgabe von Gesellschafts- und Bildungspolitik, aber auch Jugendarbeit erkannt. Die Szene wird vom Staatsschutz observiert. Im Jahr 2000 trat Liechtenstein dem Internationalen Übereinkommen zur Beseitigung jeder Form von Rassendiskriminierung bei.
«Mit dem Ende des Dritten Reichs wurde der Wahnsinn der auf den Rassenantisemitismus gestützten Verfolgung und Ermordung der europäischen Juden im vollen Umfang sichtbar. Dennoch blieb auch in Liechtenstein bis in die Gegenwart ein latenter, von antijüdischen Stereotypen und rassistischen Vorurteilen unterlegter Antisemitismus bestehen. Umgangssprachlich wurde etwa ein teurer Händler als ‚Jud‘, eine unordentliche Kinderschar als ‚Jodaschual‘ (‚Judenschule‘) qualifiziert. (...) Sporadisch findet sich auch Anfang des 21. Jahrhunderts in Liechtenstein das Hakenkreuz aufgeschmiert, als Provokationszeichen und Symbol für NS-Gewalt und Judenmord.»